# Рафиев, Фаиг Газанфар оглы
Фаиг Газанфар оглы Рафиев (азерб. Faiq Qəzənfər oğlu Rəfiyev) — советский и азербайджанский офицер милиции, старший лейтенант, Национальный герой Азербайджана.

## Биография
Фаиг Рафиев родился 22 февраля 1955 года в селе Сарыджыг Физулинского района Азербайджанской ССР. В 1972 году окончил среднюю школу села Каракёллу. В 1973—1975гг. проходил военную службу в Архангельской области. После демобилизации работал милиционером в Плесецком районе. Учился на заочном отделении Высшей военной школы милиции в Ленинграде, окончив которую в 1984 году, получил звание лейтенанта и стал работать участковым. После событий 20 января 1990 года вернулся на родину и позже стал работать участковым Ходжавендского района. В годы Первой карабахской войны участвовал в боях за сёла Ахуллу, Туг, Карадаглы. Погиб 10 января 1992 года от полученного в бою пулевого ранения.

## Память
Указом президента Азербайджанской Республики № 264 от 2 октября 1992 года Рафиеву Фаигу Газанфар оглы было присвоено звание Национального Героя Азербайджана (посмертно).
Похоронен Фаиг Рафиев в родном селе Сарыджыг
На момент гибели был женат. Осталось две дочери.
Школа № 166 в посёлке Локбатан носит его имя.